# Contea di Worth (Georgia)
La contea di Worth (in inglese Worth County) è una contea dello Stato della Georgia, negli Stati Uniti. La popolazione al censimento del 2000 era di 21 967 abitanti. Il capoluogo di contea è Sylvester.